# St. Anthony (Minnesota)
St. Anthony es una ciudad ubicada en los condados de Hennepin y Ramsey en el estado estadounidense de Minnesota. En el Censo de 2010 tenía una población de 8226 habitantes y una densidad poblacional de 1.340,68 personas por km².

## Geografía
St. Anthony se encuentra ubicada en las coordenadas 45°1′38″N 93°12′56″O / 45.02722, -93.21556. Según la Oficina del Censo de los Estados Unidos, St. Anthony tiene una superficie total de 6.14 km², de la cual 5.83 km² corresponden a tierra firme y (4.98%) 0.31 km² es agua.

## Demografía
Según el censo de 2010, había 8226 personas residiendo en St. Anthony. La densidad de población era de 1.340,68 hab./km². De los 8226 habitantes, St. Anthony estaba compuesto por el 85.08% blancos, el 5.03% eran afroamericanos, el 0.56% eran amerindios, el 5.87% eran asiáticos, el 0.09% eran isleños del Pacífico, el 1.05% eran de otras razas y el 2.32% pertenecían a dos o más razas. Del total de la población el 2.88% eran hispanos o latinos de cualquier raza.